# Benzina (singolo)
Benzina è un singolo del rapper italiano Ensi, pubblicato il 5 marzo 2021 dall'etichetta Warner Music Italy.
Il brano vede la partecipazione del rapper italiano Emis Killa.

## Tracce
1. Benzina (feat. Emis Killa) – 3:14